# 겐지 이십일류
이십일류(일본어: 二十一流 にじゅういちりゅう[*]) 또는 겐지 이십일류(일본어: 源氏二十一流 げんじにじゅういちりゅう[*])는 사성겐지 21개의 계통이다.

## 겐지 이십일류 목록
- 사가 겐지 - 무가로서 번영했다. 이 중에서 화족에 속한 가문도 있다.
- 닌묘 겐지
- 몬토쿠 겐지 - 미나모토노 요시아리, 미나모토노 모토아리, 미나모토노 사다아리, 미나모토노 유키아리, 미나모토노 사이아리의 흐름. 특별히 미나모토노 요시아리의 계통이 4대 정도 조정 사회에 있었으나, 후손은 남아있지 않았다. 또한, 지방으로 하향하여 무가로 남았다고도 한다.
- 세이와 겐지 - 시조에는 여러 가지 설이 있다. 무가로서 번영, 그 중에 타케노우치가 (반가ㆍ자작)만 공가 화족이다.
- 요제이 겐지 - 시조에는 여러 가지 설이 있다.
- 고코 겐지 - 불사의 가계로 메이지까지 이어진다.
- 우다 겐지 - 니와타가 (우림가), 아야노코지가 (우림가), 이츠츠지가 (반가), 오오하라가 (우림가), 지코지가 (반가)가 공가 화족으로서 번영한 것 외, 무가도 다수 나왔다.
- 다이고 겐지 - 몇대 정도 조정 사회에서 활동한 자가 있었으나, 이후에는 지하가로 남은 가문과, 지방으로 내려가 무가가 된 가문으로 나뉘어있다
- 무라카미 겐지 - 공가 화족으로서 번영. 얼마 안되지만, 지하가나 무가로 존속한 가문도 있다.
- 레이제이 겐지 - 가잔 천황의 아들 키요히토 친왕이 레이제이 천황의 양자가 되고, 그의 아들인 노부자네 왕이 성씨를 하사받아 성립되었는데, 그의 아들 야스스케 왕이 왕씨로 복귀하여, 가잔 천황의 후손으로 대접받았다. 존비분맥에는 레이제이 겐지의 인물이 기재되어 있지 않다.
- 카잔 겐지 - 공가인 시라카와하쿠오가로서 존속, 에도 시대에 분가인 시나가와씨가 무가로서 카가번을 섬겼다. 시라카와하쿠오가는 메이지 시대에 화족이 되었으나, 1961년 (쇼와 36년), 마지막 당주가 후계를 남기지 못한 채 사망해, 남자 후계자가 없어 절가.
- 산조 겐지 - 오오키미노쇼를 세습한 계통이 있다.
- 고산조 겐지 - 스케히노 친왕 (고산조 천황의 3황자)의 2황자 아리히토 왕 1대뿐이다. 무가 중 아리히토 왕의 자손을 칭하는 가문이 있다.
- 고시라카와 겐지 - 고시라카와 천황의 2황자 모치히토 왕 (타카쿠라노미야, 미나모토노 모치미츠) 1대 뿐.
- 준토쿠 겐지
- 고사가 겐지 - 미나모토노 코레야스 (코레야스 친왕) 1대 뿐
- 고후카쿠사 겐지
- 카메야마 겐지
- 고니조 겐지
- 고다이고 겐지 - 오오하시씨가 무가로서, 히무로씨가 사가로 존속하고 있다. 또, 카네요시 친왕의 후예를 자칭하는 큐슈의 고다이인씨가 이어지고 있다.
- 오기마치 겐지 - 공가 화족. 에도 시대에 히로하타가 (청화가ㆍ후작)만을 창설했다.